# Lunes de Revolución
Lunes de Revolución fue un suplemento literario semanal del periódico cubano Revolución, cuyo primer número salió el 23 de marzo de 1959 y el último, el 6 de noviembre de 1961.

## Historia
Revolución lo dirigía Carlos Franqui, y el suplemento literario Lunes, fundado en La Habana después de la caída de la dictadura de Fulgencio Batista, fue encargado a Guillermo Cabrera Infante, quien, según Serge Raffy, logró convertirlo en un semanario "de debate, iconoclasta y abierto"; bajo su dirección "adquirió una relevancia internacional indiscutible y llegó a vender hasta 250.000 ejemplares".
Cabrera Infante logró que en Lunes colaboraran importantes escritores hispanoamericanos, además de cubanos. Así, Carlos Fuentes fue el encargado del número dedicado a México y Juan Goytisolo del consagrado a la literatura española en el exilio. Entre los cubanos que participaron en el suplemento cabe destacar a Antón Arrufat, Edmundo Desnoes, Pablo Armando Fernández, Oscar Hurtado, Lisandro Otero, Virgilio Piñera, José Lezama Lima, entre otros.